# Natalia Golnik

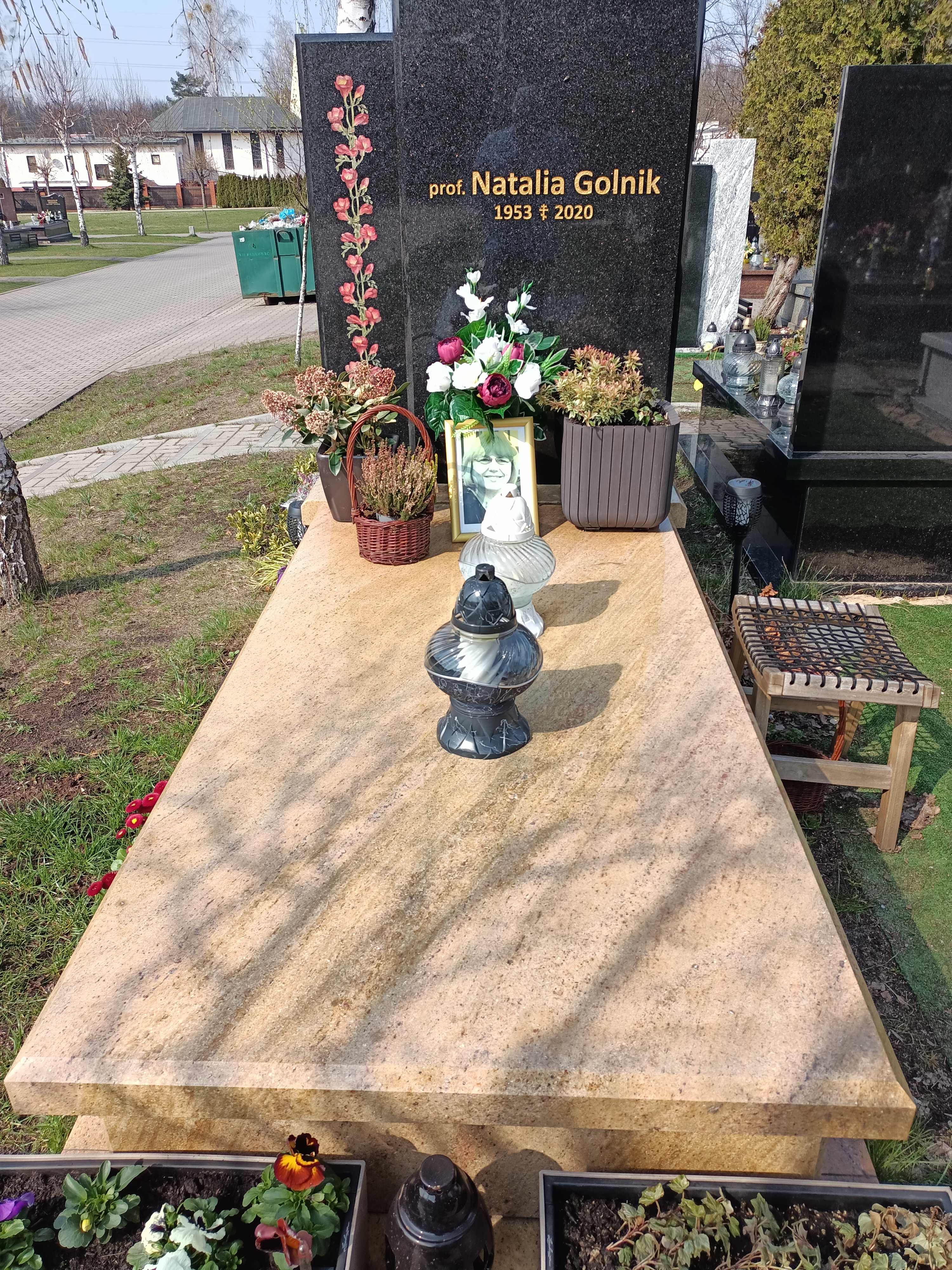
Grób Natalii Golnik

Natalia Golnik (ur. 20 grudnia 1953 w Petersburgu, zm. 17 marca 2020 w Warszawie) – polska fizyk, profesor nauk technicznych, specjalizująca się w inżynierii biomedycznej, ochronie przed promieniowaniem i ochronie radiologicznej. Profesor zwyczajny Wydziału Mechatroniki Politechniki Warszawskiej i jego dziekan od 2012 do 2020.

## Życiorys
Ukończyła fizykę na Wydziale Fizyki Uniwersytetu Warszawskiego w 1978. Doktoryzowała się w 1988 w Instytucie Energii Atomowej POLATOM, natomiast stopień doktora habilitowanego uzyskała w 1997 na Wydziale Fizyki UW, na podstawie pracy pt. Recombination methods in the dosimetry mixed radiation. Tytuł profesora otrzymała w 2010. Piastowała stanowisko dziekana Wydziału Mechatroniki Politechniki Warszawskiej w kadencjach 2012–2016 i 2016–2020. Została członkinią Komitetu Fizyki Medycznej, Radiobiologii i Diagnostyki Obrazowej PAN i objęła funkcję zastępcy jego przewodniczącego. Była także wiceprezesem Polskiego Towarzystwa Fizyki Medycznej. Publikowała prace w czasopismach, takich jak „Radiation Protection Dosimetry”, „Radiotherapy and Oncology” czy „Radiation Measurements”.
Otrzymała szereg nagród Rektora PW. W 2005 „za wzorowe, wyjątkowo sumienne wykonywanie obowiązków wynikających z pracy zawodowej” została odznaczona Złotym Krzyżem Zasługi.
Córka Nadieżdy i Wiesława. Pochowana na warszawskim cmentarzu w Marysinie Wawerskim.